# Ratovi na području bivše Jugoslavije
Ratovi na području bivše Jugoslavije slijed su odvojenih, ali srodnih etničkih sukoba, ratova za nezavisnost i ustanaka između 1991. i 2001. godine na području koje je prethodno zauzimala Socijalistička Federativna Republika Jugoslavija (SFR Jugoslavija). U ove se ratove ubrajaju i uzorčni i posljedični sukobi raspada SFR Jugoslavije, kojim su 1991. godine šest entiteta (»socijalističkih republika«) SFRJ postale nezavisne države: Slovenija, Hrvatska, Bosna i Hercegovina, Crna Gora, Srbija i Makedonija. Te su države nezavisnost proglasile zbog etničkih tenzija, koje su doprinijele i izbijanju ratova. Iako je većina sukoba završilo mirovnim ugovorima koji su uključivali potpuno međunarodno priznanje nezavisnih država, iza sebe su ostavili goleme žrtve i veliku ekonomsku štetu.
U početnim stadijima raspada SFR Jugoslavije, Jugoslavenska narodna armija (JNA) nastojala je eliminirati republičke vlade i time očuvati jedinstvo Jugoslavije. Međutim, armija je postepeno padala pod utjecaj Slobodana Miloševića, čija je vlada prizivala srpski nacionalizam kao ideološku zamjenu za oslabljeni komunistički sustav. JNA je posljedično izgubila slovenske, hrvatske, kosovarske, bošnjačke i makedonske pripadnike te u praksi postala isključivo srbijanskom i crnogorskom vojskom. Prema izvještaju Ujedinjenih naroda iz 1994. godine, cilj srbijanske vlade tada nije bio ponovno ujediniti Jugoslaviju, već stvoriti »Veliku Srbiju« iz dijelova teritorija Hrvatske te Bosne i Hercegovine. Drugi iredentistički pokreti također su se doveli u vezu s ovim sukobima, poput ideja »Velike Albanije« (od Kosova, što je odbačeno u korist međunarodne diplomacije) i »Velike Hrvatske« (od dijelova Hercegovine, što je odbačeno Washingtonskim sporazumom iz 1994.).
Sukobi su često opisivani kao neki od najgorih u Europi od Drugog svjetskog rata zbog mnogih ratnih zločina, etničkih čišćenja, masakara i masovnih silovanja. Genocid u Bosni i Hercegovini počinjen tijekom ovih sukoba bio je prvi europski ratni događaj proglašen genocidom od vojnih kampanja Nacističke Njemačke, a mnogi sudionici genocida kasnije su službeno okrivljeni za ratne zločine. U tu je svrhu u Hagu, u Nizozemskoj, osnovan Međunarodni sud za ratne zločine počinjene na području bivše Jugoslavije (ICTY) kojem je cilj bio osuditi sve koji su sudjelovali u ratnim zločinima tijekom ratova. Prema Međunarodnom centru za tranzicijsku pravdu, ratovi na području bivše Jugoslavije rezultirali su smrću preko 140 000 ljudi, dok Fond za humanitarno pravo procjenjuje da je bilo barem 130 000 žrtava. Deset godina ratova prouzročilo je velike izbjegličke i humanitarne krize.
Godine 2006. Srednjoeuropski ugovor o slobodnoj trgovini proširen je na većinu država bivše Jugoslavije kako bi se dokazalo da je gospodarska suradnja moguća unatoč političkim sukobima. Ugovor je na punoj snazi od 2007. godine.

## Embargo na oružje
U rujnu 1991. Vijeće sigurnosti Ujedinjenih naroda uveo je embargo na oružje za sve sukobljene strane na području. Mnoge su države unatoč embargu nastavile isporučivati oružje koje će biti rabljeno u ratovima. Godine 2012. u Čileu je devet osoba, uključujući dva umirovljena generala, osuđeno za sudjelovanje u prodaji oružja državama u regiji.